# Економска криза 1893.
Економска криза 1893. представљала је озбиљну економску кризу, која је започела 1893. у САД. Криза је настала због претеране градње железничких пруга са слабим финансијским покрићем, па је уследила серија банкрота великих банака. Због надувавања балона на тржишту градње железничких пруга уследила је паника и огромна тражња за златом, што је исцрпило златне резерве и изазвало највећу до тада забележену економску кризу у САД.
| Година | Лебергот | Ромер |
| ------ | -------- | ----- |
| 1890   | 4.0      | 4.0   |
| 1891   | 5.4      | 4.8   |
| 1892   | 3.0      | 3.7   |
| 1893   | 11.7     | 8.1   |
| 1894   | 18.4     | 12.3  |
| 1895   | 13.7     | 11.1  |
| 1896   | 14.5     | 12.0  |
| 1897   | 14.5     | 12.4  |
| 1898   | 12.4     | 11.6  |
| 1899   | 6.5      | 8.7   |
| 1900   | 5.0      | 5.0   |

## Узроци кризе
Током 1880-их у САД је забележен огроман економски раст, који је великим делом био заснован на претераним спекулацијама са градњом железничких пруга. Изграђено је толико много пруга да приходи више нису могли да покривају трошкове. С друге стране нови рудници сребра преплавили су тржиште сребром, па је пала његова цена. Ранијим одлукама био је фиксиран омер цена злата и сребра, који више није одговарао односу на тржишту, па су многи држави продавали сребро по скупљој цени од реалне, а заузврат узимали злато. Пољопривредници су добијали малу цену за своју пшеницу и памук.

## Почетак кризе
Један од првих знакова предстојећих невоља био је банкрот Филаделфијске и Ридинг железнице, који се десио 23. фебруара 1893. Председник САД Гровер Кливленд је десет дана по избијању кризе 4. марта 1893. ступио на власт. У то време државна благајна је већ изгубила много злата, па је председник наговорио Конгрес САД да се повуче деценијама стара одлука о обавезном откупу сребра по фиксној цени. Међутим како је расла забринутост због економског стања уследило је панично повлачење новца из банака. Криза се ширила америчком економијом, а страни инвеститори почели су да продају америчке деонице и уместо њих узимају злато повлачећи га на тај начин из САД.

## Сребро
Велики проблем америчке економије био је вештачки успостављен однос сребра и злата, који више није одговарао реалном односу. Деценијама пред кризу државна благајна откупљивала је сребро и уместо њега давала новчанице које су људи могли да мењају у сребро или злато, али пошто је сребро било прецењено људи су своје новчанице мењали за злато све док државна благајна није остала са малим златним резервама. Отада више нису могли да за своје новчанице добијају злато. Све то довело је до пада тражње за сребром, чија цена је онда пала. Они који су посуђивали новац морали су да плаћају много веће каматне стопе, па је уследио низ банкрота у индустријском сектору, а неликвидност комапанија и њихова немогућност да отлате дугове изазивала је банкрот многих банака.
У то доба банкротирало је 15.000 предузећа и 500 банака. Незапосленост на врхунцу кризе достигла је око 18% радне снаге.

## Ефекти и резултати кризе
Криза је тешко погодила све индустријске центре. Фармери су због нове цене сребра били погођени падом извозних цена пољопривредних производа, а углавном се радило о памуку и пшеници. Незапослени радници Охаја, Пенсилваније и још неколико западних држава маршом на Вашингтон и захтевом да им се нађе посао привукли су велику пажњу јавности. Током 1894. уследила је серија великих штрајкова, који су се одвијали или окончавали великим насиљем. Посебно је био озбиљан Пулманов штрајк радника железница, који је довео до застоја великога дела железнице у САД. Штрајк је разбијен уз помоћ 12.000 војника. За време штрајка убијено је 13 штрајкача, а 57 их је рањено. Државне златне резерве су пале на изузетно низак ниво, па је председник Гровер Кливленд био принуђен да посуди 65 милиона долара у злату од банкара Џ. П. Моргана. Због кризе демократи и популисти изгубили су изборе за Конгрес 1894. Републиканци никада дотада нису остварили већи напредак. Због кризе затворени су многи рудници сребра, као и железничке линије, које су водиле до њих.

## Опоравак
Због депресије и кризе поново се расправљало о биметализму, тј систему заснованом на сребру и злату. На председничким изборима 1896. победио је републиканац Вилијам Макинли, који се залагао за систем заснован на злату. Опоравак је започео 1897. на почетку Макинлијевог мандата.
Током 1896. откривено је злато на Аљасци у подручју Клондајка, а од 1897. до 1899. око 100.000 људи је кренуло у стампедо у покушају да се нагло обогати. Поново је успостављено поверење у економски систем све до велике економске кризе 1907.

### Примарни извори
- American Annual Cyclopedia...1894 (1895) online
- Baum, Lyman Frank and W. W. Denslow. The Wonderful Wizard of Oz (1900); see Political interpretations of The Wonderful Wizard of Oz
- Brice, Lloyd Stephens, and James J. Wait. “The Railway Problem.” North American Review 164 (March 1897): 327–48. online at MOA Cornell.
- Cleveland, Frederick A. (1899). „The Final Report of the Monetary Commission”. The Annals of the American Academy of Political and Social Science. 13: 31—56. JSTOR 1009378. S2CID 144853481. doi:10.1177/000271629901300102.
- Closson, Carlos C. (1894). „The Unemployed in American Cities”. The Quarterly Journal of Economics. 8 (2): 168—217. JSTOR 1883710. doi:10.2307/1883710.
- Closson, Carlos C. (1894). „The Unemployed in American Cities”. The Quarterly Journal of Economics. 8 (4): 453—477. JSTOR 1885004. doi:10.2307/1885004.
- Fisher, Willard (1896). „"Coin" and His Critics”. The Quarterly Journal of Economics. 10 (2): 187—208. JSTOR 1882378. doi:10.2307/1882378.
- Harvey, William Hope (1894). Coin's Financial School. Coin publishing Company.
- Noyes, Alexander D. (1894). „The Banks and the Panic of 1893”. Political Science Quarterly. 9 (1): 12—30. JSTOR 2139901. doi:10.2307/2139901.
- Shaw, Albert. "Relief for the Unemployed in American Cities," Review of Reviews 9 (January and February 1894): 29–37, 179–91.
- Stevens, Albert C. (1894). „Analysis of the Phenomena of the Panic in the United States in 1893”. The Quarterly Journal of Economics. 8 (2): 117—148. JSTOR 1883708. doi:10.2307/1883708.

### Секундарни извори
- Barnes, James A (1931). John G. Carlisle: Financial Statesman..
- Barnes, James A. (1947). „Myths of the Bryan Campaign”. Mississippi Valley Historical Review. The Mississippi Valley Historical Review,. 34 (3): 383—394. JSTOR 1898096. doi:10.2307/1898096.
- Destler, Chester McArthur (1966). American Radicalism, 1865–1901..
- Dewey, Davis Rich (1918). Financial History of the United States. Longmans, Green.
- Dighe, Ranjit S. ed. The Historian's Wizard of Oz: Reading L. Frank Baum's Classic as a Political and Monetary Allegory (2002).
- Dorfman, Joseph Harry (1949). The Economic Mind in American Civilization.. vol 3.
- Faulkner, Harold Underwood (1959). Politics, Reform, and Expansion, 1890–1900..
- Feder, Leah Hanna (1926). Unemployment Relief in Periods of Depression … 1857-1920..
- Friedman, Milton, and Anna Jacobson Schwartz. A Monetary History of the United States, 1867–1960 (1963).
- Holton, James L. The Reading Railroad: History of a Coal Age Empire, Vol. I: The Nineteenth Century. Garrigues House, Publishers, Laury's Station, Pennsylvania. 1989.
- Hoffmann, Charles (1956). „The Depression of the Nineties”. Journal of Economic History. The Journal of Economic History,. 16 (2): 137—164. JSTOR 2114113. S2CID 155082457. doi:10.1017/S0022050700058629.
- Hoffmann, Charles (1970). The Depression of the Nineties: An Economic History..
- Jensen, Richard (1971). The Winning of the Midwest: 1888-1896..
- Josephson, Matthew. The Robber Barons New York: Harcourt Brace Jovanovich (1990).
- Kirkland, Edward Chase (1961). Industry Comes of Age, 1860–1897..
- Lauck, William Jett (1907). The Causes of the Panic of 1893. Houghton, Mifflin.
- Lindsey, Almont. The Pullman Strike 1942.
- Littlefield, Henry M. (1964). „The Wizard of Oz: Parable on Populism”. American Quarterly. American Quarterly,. 16 (1): 47—58. JSTOR 2710826. doi:10.2307/2710826.
- Nevins, Allan. Grover Cleveland: A Study in Courage. 1932, Pulitzer Prize.
- Rezneck, Samuel S. (1953). „Unemployment, Unrest, and Relief in the United States during the Depression of 1893–97”. Journal of Political Economy. The Journal of Political Economy,. 61 (4): 324—345. JSTOR 1826883. S2CID 154074481. doi:10.1086/257393.
- Ritter, Gretchen (1997). Goldbugs and Greenbacks: The Anti-Monopoly Tradition and the Politics of Finance in America.
- Ritter, Gretchen (1997). „Silver slippers and a golden cap: L. Frank Baum's The Wonderful Wizard of Oz and historical memory in American politics”. Journal of American Studies. 31 (2): 171—203. S2CID 144369952. doi:10.1017/S0021875897005628.
- Rockoff, Hugh (1990). „The 'Wizard of Oz' as a Monetary Allegory”. Journal of Political Economy. The Journal of Political Economy,. 98 (4): 739—760. JSTOR 2937766. S2CID 153606670. doi:10.1086/261704.
- Romer, Christina (1986). „Spurious Volatility in Historical Unemployment Data”. Journal of Political Economy. 94 (1): 1—37. S2CID 15302777. doi:10.1086/261361.
- Schwantes, Carlos A (1985). Coxey’s Army: An American Odyssey..
- Shannon, Fred Albert (1945). The Farmer’s Last Frontier: Agriculture, 1860–1897..
- Steeples, Douglas, and David O. Whitten (1998). Democracy in Desperation: The Depression of 1893..
- White; Gerald T (1982). The United States and the Problem of Recovery after 1893..
- Whitten, David. EH.NET article on the Depression of 1893